# Pimpla albomarginata
Pimpla albomarginata là một loài tò vò trong họ Ichneumonidae.